# Niklas II av Lothringen
Niklas II Frans av Lothringen, född 1612, död 1670, var regerande hertig av Lothringen från 1634 till 1661. Han var son till hertig Frans II av Lothringen och Kristina av Salm. 